# Eric Gutkind
Eric Gutkind (Berlino, 9 febbraio 1877 – Chautauqua (New York), 26 agosto 1965) è stato un filosofo tedesco.

## Biografia
Eric Gutkind nacque in una famiglia ebrea di Berlino da Hermann Gutkind e Elise Weinberg (1852-1942)
Frequentò il liceo umanistico e quindi l'"Università Humboldt" di Berlino, dove studiò antropologia con Johann Jakob Bachofen, ma completò le sue basi culturali approfondendo anche gli studi di filosofia, matematica, scienze e storia dell'arte. A partire da una sua concezione personale della Storia, che presentava molti punti in comune con l'antico gnosticismo, si venne interessando vieppiù della filosofia ebraica, ed espresse le sue idee attraverso concetti che estraeva dalla Kabbala.
Per definirne meglio il pensiero e la collocazione di scuola, è possibile affermare che
Eric Gutkind appartenne a quella cerchia mistica e pacifista di intellettuali europei della quale, in periodi diversi, fecero parte uomini come Walter Benjamin, Martin Buber, Luitzen Egbertus Jan Brouwer, Frederik van Eeden, Wassily Kandinsky, Franz Oppenheimer, Walther Rathenau, Romain Rolland, Upton Sinclair, Rabindranath Tagore.
Nel 1910, con lo pseudonimo di "Volker", diede alle stampe il libro Siderische Geburt - Seraphische Wanderung vom Tode der Welt zur Taufe der Tat. Questo testo divenne un punto di riferimento per i circoli pacifisti e, più tardi, costituì il manifesto filosofico dei "Gruppi della Nuova Europa" istituiti a Londra negli anni 20 dallo jugoslavo Dimitrije Mitrinović, il quale coinvolse studiosi come Patrick Geddes, Frederick Soddy e John Cowper Powys. Dimitrije Mitrinović e Eric Gutkind pubblicarono poi numerosi articoli nella Rivista letteraria inglese "The New Age".
Il secondo libro di Gutkind, The Absolute Collective, edito a Londra nel 1937, fu salutato da Henry Miller come un testo «vero, nel senso più elevato del termine, interamente dalla parte della vita».
Nel 1933, per evidenti ragioni politiche, Gutkind riparò negli Stati Uniti, dove gli fu affidato l'insegnamento nella New School e presso il College of the City of New York e acquisì ben presto una notevole influenza fra i pensatori americani. Il suo terzo libro, Choose Life: The Biblical Call to Revolt, pubblicato negli Stati Uniti dopo la guerra, nel 1952, fu una reinterpretazione del giudaismo tradizionale e attirò nei corsi tenuti da Gutkind numerosi studenti insoddisfatti del liberalismo e dell'ortodossia, che erano alla ricerca di un pensiero più concreto e dinamico.
Gutkind, nel 1954, inviò un esemplare del suo testo Choose Life a Albert Einstein.
Costui gli rispose con una lettera inviata da Princeton nel gennaio del 1954. Questa lettera nel 2008 fu venduta all'asta per 400.000 dollari, e quindi rivenduta nel 2012 per 3.000.000 via eBay ad un ignoto acquirente.
Eric Gutkind morì a Chautauqua, nello Stato di New York, il 26 agosto 1965, all'età di 88 anni.

## Opere maggiori
- Siderische Geburt: Seraphische Wanderung vom Tode der Welt zur Taufe der Tat; 1910, 1914. Selezioni di quest'opera furono pubblicate all'inizio sotto forma di manoscritti in inglese e furono stampate per la prima volta in "The Body of God".
- The Absolute Collective: A Philosophical Attempt to overcome our Broken State. Tradotto dal tedesco in inglese da Marjorie Gabain, Londra, 1937.
- Choose Life: The Biblical Call to Revolt; 1952. Ristampa: Nabu Press, 2011, ISBN 978-1175245113 ((EN) Chose Life The Biblical Call to Revolt, su archive.org.)
- Pubblicazione postuma: The Body of God. First Steps Toward an Anti-Theology. The Collected Papers of Eric Gutkind, edito a cura di Lucie B. Gutkind e Henry LeRoy Finch, New York ,1969